# さいたま市立島小学校
さいたま市立島小学校（さいたましりつ しましょうがっこう）は、埼玉県さいたま市見沼区にある公立小学校。

## 沿革
- 1977年（昭和52年）4月1日 - 大砂土東小学校の児童激増に伴い創立
- 2001年（平成13年）5月 - 大宮市、浦和市、与野市の合併に伴い現校名になる。